# Falscher Mehltau der Weinrebe
Der Falsche Mehltau der Weinrebe ist eine Pflanzenkrankheit bei Weinreben. Erreger ist der Eipilz Plasmopara viticola. Im Weinbau hat er eine besondere wirtschaftliche Bedeutung, da er erhebliche Schäden verursachen kann. Das Pathogen kommt ursprünglich auf wildwachsenden nordamerikanischen Rebarten vor und wurde im Jahr 1878 nach Europa eingeschleppt – vermutlich mit Rebmaterial, das für die Verwendung als Unterlage zur Bekämpfung der Reblaus eingeführt wurde. Die umgangssprachliche Bezeichnung Peronospora leitet sich aus dem Gattungsnamen und der ursprünglichen Benennung Peronospora viticola ab. P. viticola kann sich ausschließlich von lebendem pflanzlichen Gewebe der Rebe (wirtsspezifisch) ernähren und darauf fortpflanzen (obligat biotrophe Lebensweise).

## Symptome
Ein Blattbefall lässt sich zunächst durch Aufhellungen an der Blattoberseite erkennen, die als „Ölflecken“ bezeichnet werden. In feuchten Nächten kommt es zur Ausbildung von Sporangienträgern, die aus den Spaltöffnungen (Stomata) austreten, wodurch die Blattunterseite wie mit Mehl bestäubt erscheint. Im späteren Verlauf nekrotisieren die Befallsstellen, wodurch die Photosyntheseleistung und damit auch die Zuckereinlagerung in die Beeren deutlich reduziert wird. Durch den Befall eines Gescheins vor oder während der Blüte oder an den jungen grünen Beeren entsteht das Symptom der „Lederbeerigkeit“. Dabei trocknet die Beere aus und die Beerenhaut wird lederartig zäh. Ein solcher Befall kann zu vollständigen Ernteausfällen führen.

## Infektionszyklus
P. viticola überwintert im Falllaub am Boden in Form von geschlechtlich gebildeten Oosporen. Diese keimen im Frühjahr bei Temperaturen ab 11 °C aus und bilden Primärsporangien, die bei Wasserkontakt eine große Anzahl begeißelter Zoosporen entlassen. Durch aufspritzende Regentropfen gelangen diese auf die Blattunterseite und schwimmen aktiv durch den Wasserfilm zu den Spaltöffnungen (Stomata). Nach dem Anheften bildet das Pathogen eine Infektionhyphe aus, mit dem es in das Aerenchym (Atemgewebe) des Blatts eindringt. Bei Kontakt mit einer Zellwand bildet die Infektionshyphe ein Appressorium aus, um die Zellwand zu durchdringen und im engen Kontakt mit der Pflanzenzelle ein Haustorium zur Nährstoffaufnahme auszubilden. Anschließend erfolgt die weitere intrazelluläre Ausbreitung mit der Bildung weiterer Haustorien innerhalb eines Interkostalfeldes.
In einem asexuellen Lebenszyklus erfolgt eine epidemische Ausbreitung über die weitere Vegetationsperiode. Dabei kommt es zur Ausbildung von bäumchenartigen Strukturen, den Sporangienträgern, an deren Astenden sich asexuelle Sporangien abschnüren. Diese gelangen durch Wind und Regen auf neue Reben, um bei Wasserkontakt ebenfalls begeißelte Zoosporen freizugeben und neue Infektionen auszulösen.
Kommt es im Pflanzengewebe zum Kontakt zwischen gegengeschlechtlichen (heterothallischen) Hyphen, findet insbesondere im Herbst eine sexuelle Vermehrung statt, aus der die winterharten Oosporen für die Neuinfektion im nächsten Jahr entstehen.

## Bekämpfung
Der französische Botaniker Pierre-Marie Alexis Millardet entdeckte 1882 zufällig die Wirksamkeit von Kupfer gegen den Falschen Mehltau und entwickelte mit der Bordeauxbrühe das erste erfolgreiche Fungizid. Auch heute noch werden kupferhaltige Zubereitungen im Weinbau eingesetzt und sind im ökologischen Weinbau das zugelassene und effizient gegen P. viticola wirkende Pflanzenschutzmittel. Ansonsten stehen dem Weinbau inzwischen weitere wirksame Fungizide aus verschiedenen Stoffklassen zur Verfügung, die jedoch fast ausschließlich protektiv (vorbeugend) wirksam sind und deshalb vor einer Infektion ausgebracht werden müssen. Dies resultiert in einem hohen Pflanzenschutzaufwand für den Winzer. Prognosemodelle, wie beispielsweise VITIMETEO, sollen die Winzer bei der Wahl der richtigen Spritzzeitpunkte unterstützen.
Eine weitere Möglichkeit, den Fungizidaufwand zu reduzieren, ist der Anbau pilzwiderstandsfähiger Rebsorten. Inzwischen stehen Rebsorten mit Mehltauresistenzen und sehr guten Qualitätseigenschaften zur Verfügung. Die in Deutschland bislang erfolgreichste pilzwiderstandsfähige Rebsorte ist Regent.
Zur Unterstützung der Wirksamkeit der Kupferanwendungen können Kaliumphosphonate eingesetzt werden. Die Chemikalie wurde als Pflanzenstärkungsmittel 2013 für den ökologischen Weinbau zugelassen. Mittlerweile stuft die deutsche Pflanzenschutzverordnung das Mittel jedoch als Pflanzenschutzmittel ein und es kann im ökologischen Weinbau nicht mehr eingesetzt werden.